# Pryns

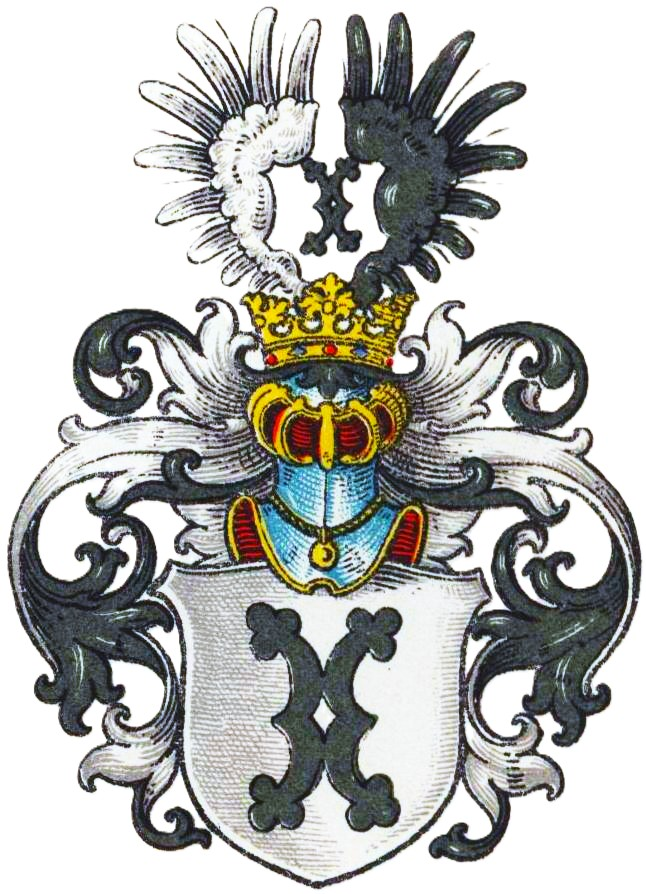
Wappen der Pryns im Wappenbuch des Westfälischen Adels

Pryns (auch Prins, Printz o. ä.) ist der Name eines erloschenen westfälischen Adelsgeschlechts.
Die Familie ist zu unterscheiden von den westfälisch-preußischen Printzen und den schlesischen Prinz (von Buchau).

## Geschichte
Das Geschlecht war in der Soester Gegend begütert. Erstmals erscheint die Familie mit Hinricus Prins 1207 im Gefolge des Grafen Heinrich II. von Arnsberg. 1221 folgt Ritter Helmicus Prins im Gefolge Hermanns II. von Rüdenberg sowie 1229 derselbe im Gefolge des Grafen Gottfried II. von Arnsberg. Ritter Helmicus dictus Prins war 1246 Zeuge einer Urkunde der Klöster Elsey und Oelinghausen. Sander Prins der Alte wohnte 1264 in der Nähe von Hüsten und Heidenricus dictus Prins war 1270 unter den Wohlgeborenen (viris bonae nationis) im Gefolge des Grafen von Arnsberg. 1309 erscheint der Knappe Heidenricus dictus Prins mit seiner Frau Grete und seinem Bruder Heidenrich, Paster zu Remelinchausen. Um die gleiche Zeit trugen Heidenrich Printz und sein gleichnamiger Sohn die Höfe Lenscheide und Bredenbike, das Haus Rimbeke und die Hufe op dem Campe zu Plettenberg, einen Mansen zu Voßwinkel genannt Elseberg und den Mansen op Dobbenberge von Arnsberger Grafen zu Lehen.
Um 1340 trug Heydenricus Prins den Hof Meyninchusen und Conrad Prins einen halben Hof zu Ozemuchusen von Arnsberg zum Lehen. Vermutlich dieser Heidenrich erscheint 1348 mit seinen Kindern Johann und Sander, der mit Helcke Freseken verheiratet war und mit dieser die Kinder Sander und Johann hatte. Nach einem Arnsbergischen Lehnsbuch hatten die Pryns den Henynckhof zu Meynrinchusen sowie das dortige Gericht, den Zehnten zu Broichusen im Kirchspiel Hüsten, den Hof Lenscheide im Kirchspiel Plettenberg, den Hof Rimbecke im Kirchspiel Dedelinchoven sowie den Hof Wagenberge in der Pfarrei Hüsten. Mit diesen Gütern wurden 1376 Sander Prins und 1384 dessen Sohn Hermann belehnt. 1382 war Johann Pryns Burgmann zu Werl. 1389 finden sich auch die Eheleute Heidenreich Pryns und Elseken mit ihren Kindern Johann, Stenzeken und Grete, als sie eine Rente aus ihrem Hof zu Bremke westlich von Holzen an einen Arnsberger Bürger verkauften. Vier Jahre später, 1393, ließen dieselben Heidenreich Pryns, Elzeke und beider Sohn Johann den dritten Teil der Mark zu Bremke und ihre Rechte daran für den Propst, die Priorin und den Konvent des Klosters Oelinghausen auf. 1407 waren die Eltern offenbar verstorben, denn Johan Prins verkaufte mit Zustimmung seiner Schwestern Stentzen und Greyte den Hof zu Bremke mit den dazugehörenden Leuten und weiteren Rechten. Hermann Pryns zu Menynchusen verkaufte 1444 eine Wiese an Konversen des Klosters Himmelpforten. 1487 besiegelte Hermann Pryns die westfälische Landesvereinigung.
Laut Max von Spießen erlosch das Geschlecht um 1500.

## Wappen
Blasonierung: In Silber ein schwarzes Mühleisen (oder Maueranker wie bei den Plesse?), teilweise stehend, teilweise querliegend dargestellt. Auf dem gekrönten Helm mit schwarz-silbernen Helmdecken ein offener rechts silberner, links schwarzer Flug, zwischen dem sich die Schildfigur wiederholt.
Anton Fahne stellt eine Wappenverwandtschaft mit den Corte zu Büderich bei Werl fest und vermutet eines Stammesverwandtschaft.